# Parliament House w Valletcie
Budynek parlamentu (Parliament House) – miejsce spotkań parlamentu Malty. Znajduje się w stolicy Malty – Valletcie. Budynek zaprojektowany przez Renzo Piano został otwarty 4 maja 2015. Jego budowa kosztowała ponad 90 mln euro.
Od 1921 do 1976, miejscem obrad parlamentu Malty była Izba z gobelinami w Pałacu Wielkiego Mistrza, także w Valletcie. W 1976 roku, dawny Arsenał w tymże pałacu został przekształcony w nowy parlament, a spotkania odbywały się tam aż do otwarcia specjalnie wybudowanego budynku parlamentu w 2015 roku.

## Położenie

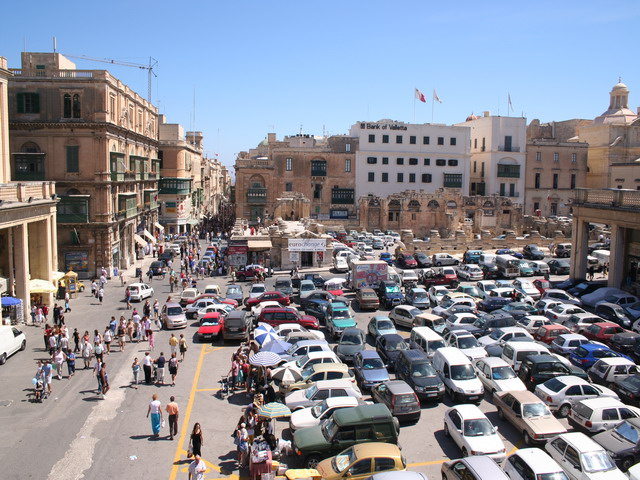
Freedom Square w 2005

Parliament House jest położony przy Republic Street obok Bramy Miejskiej, głównym wejściu do Valletty. Budynek usytuowany jest w sąsiedztwie Saint James Cavalier oraz Pjazza Teatru Rjal (otwarty teatr na ruinach Opery Królewskiej), oraz naprzeciw City Gate Shopping Arcade i Palazzo Ferreria.
Miejsce aktualnie zajmowane przez budynek Parlamentu było pierwotnie zabudowane domami, a później znajdowała się tam stacja kolejowa Kolei Maltańskiej (Malta Railway). Teren ten był bombardowany podczas II wojny światowej, a stacja i inne budynki zostały zburzone w latach 1960. jako część projektu przebudowy wejścia do Valletty.
Teren został zamieniony na otwarty plac, znany jako Freedom Square (malt. Misraħ il-Ħelsien), z handlowymi arkadami dokoła. Plac był raczej pusty, i zazwyczaj był używany jako parking.

## Projekt i wykonanie

### Plany
Budynek Parlamentu stanowi część projektu City Gate, który miał zmienić wygląd wejścia do Valletty. Projekt zakładał rozbiórkę czwartej City Gate oraz arkad Freedom Square, na miejscu których miano zbudować piątą Bramę oraz budynek Parlamentu. Dodatkowo, ruiny Opery Królewskiej miano przekształcić w teatr na wolnym powietrzu, znany jako Pjazza Teatru Rjal. Plany projektu City Gate zostały wykonane przez włoskiego architekta Renzo Piano, a zostały publicznie przedstawione 27 czerwca 2009. Piano otrzymał za nie 6,6 miliona euro.

### Kontrowersje
Parliament House wraz z resztą projektu City Gate wzbudził kontrowersje. Krytycy uznali cały projekt za niepotrzebny, twierdząc, że w Valletcie są inne duże pałace, które można przekształcić w siedzibę Parlamentu za ułamek kosztów. Inni twierdzili, że plac powinien zostać niezabudowany, jako że był jednym z niewielu otwartych miejsc w Valletcie. Inni atakowali nowoczesność samej struktury, m.in. deputowany z Partii Pracy Carmelo Abela, który nazwał Parliament House "brzydkim budynkiem zbudowanym na palach".

### Budowa

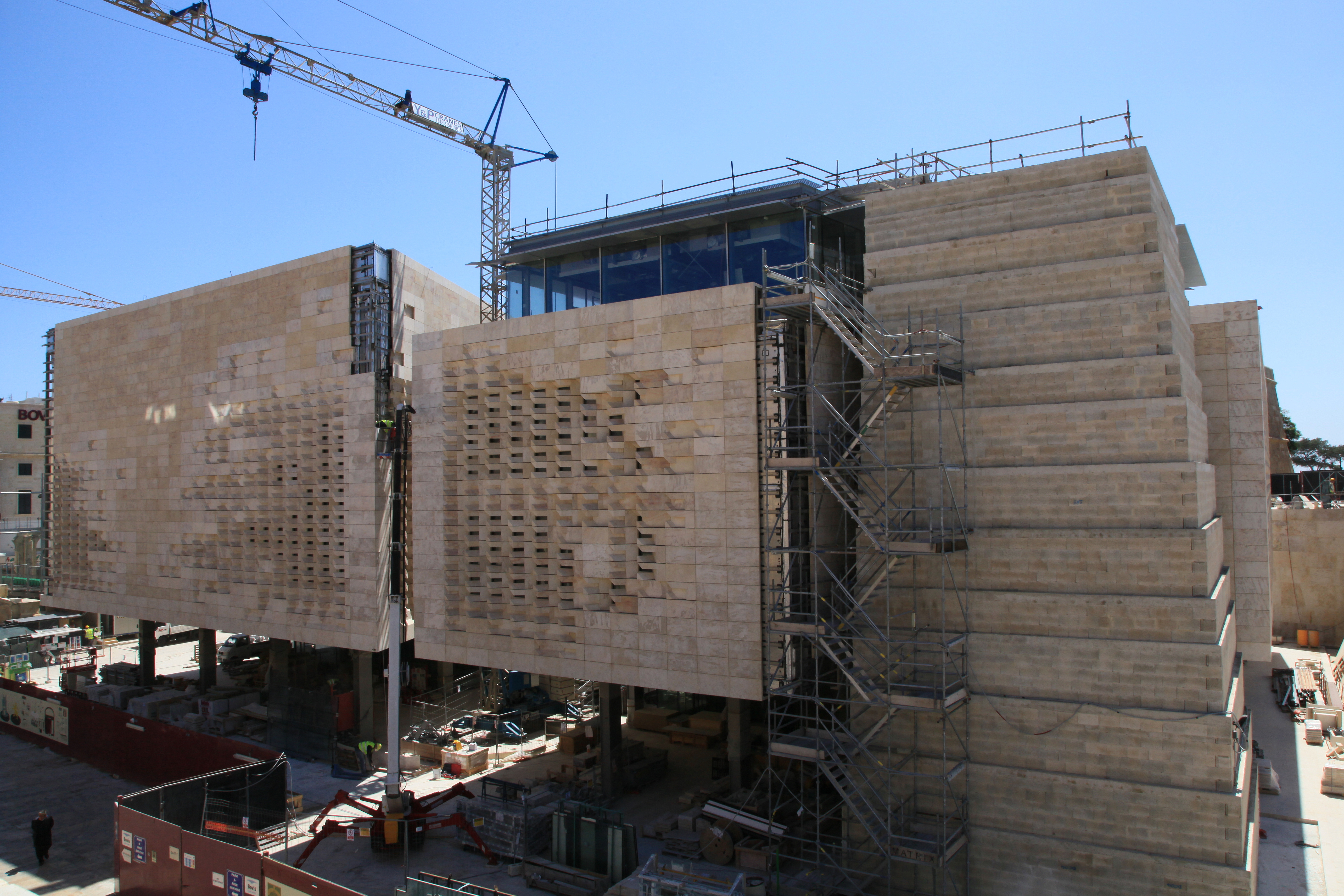
Parliament House w trakcie budowy (2014)

Burzenie arkad przy Freedom Square rozpoczęło się w październiku 2010. Prace odkrywkowe pod fundamenty Parliament House ruszyły zaraz po zakończeniu prac rozbiórkowych. Na początku 2011 wprowadzono kilka zmian w projekcie i prace budowlane rozpoczęły się w tym samym roku.
Wiosną 2012 stalowa rama budynku została ukończona, i rozpoczęło się pokrywanie jej wapieniem, pozyskanym z kamieniołomu na Gozo, ciętym na specyficzny kształt we Włoszech, zanim zostały przesłane z powrotem na Maltę.
Codziennie pracowało przy budowie 120-150 robotników.
Data zakończenia budowy pierwotnie została określona na listopad 2012 lub początek 2013. Szacunkowy termin zakończenia budowy został przedłużony do września 2013, a później do września 2014. Wykonawcy nie udało się dotrzymać terminów, a budynek nadal nie został ukończony do końca 2014. Budowę zakończono w 2015.

### Inauguracja
Parliament House został oficjalnie otwarty przez Prezydent Malty Marie Louise Coleiro Preca 4 maja 2015. Członkowie Parlamentu i inni goście zgromadzili się w starej sali posiedzeń w Pałacu Wielkiego Mistrza, a stamtąd, w towarzystwie orkiestry policyjnej, przeszli do nowego budynku. Pani Prezydent Coleiro Preca nazwała otwarcie nowego budynku parlamentu "kamieniem milowym w historii maltańskiego parlamentaryzmu", ponieważ jest to pierwszy celowo zbudowany budynek parlamentarny na Malcie. Pierwsze posiedzenie zostało otwarte jeszcze tego samego dnia.
Większa część budynku jest niedostępna ze względów bezpieczeństwa, lecz stała wystawa na parterze budynku jest otwarta dla publiczności.
Parliament House został obwołany arcydziełem Renzo Piano.

## Struktura budynku
Budynek Parlamentu składa się z dwóch bloków połączonych mostkami, w jednym z budynków znajduje się sala parlamentarna. Oba bloki stoją osobno, tak, że nie zasłaniają widoku na Saint James Cavalier z Republic Street. Każdy blok jest trzypiętrowy.
Konstrukcja składa się ze stalowej ramy pokrytej wapieniem z Gozo. Płyty kamienne rzeźbione są w taki sposób, że wydają się być zniszczone przez naturę.
Parliament House jest budynkiem o "zerowej emisji", energia cieplna jest pobierana z lub przekazywana do skały macierzystej. Jest to wykorzystywane do ogrzewania i chłodzenia budynku, eliminując piece grzewcze i wieże chłodzące.

## Galeria

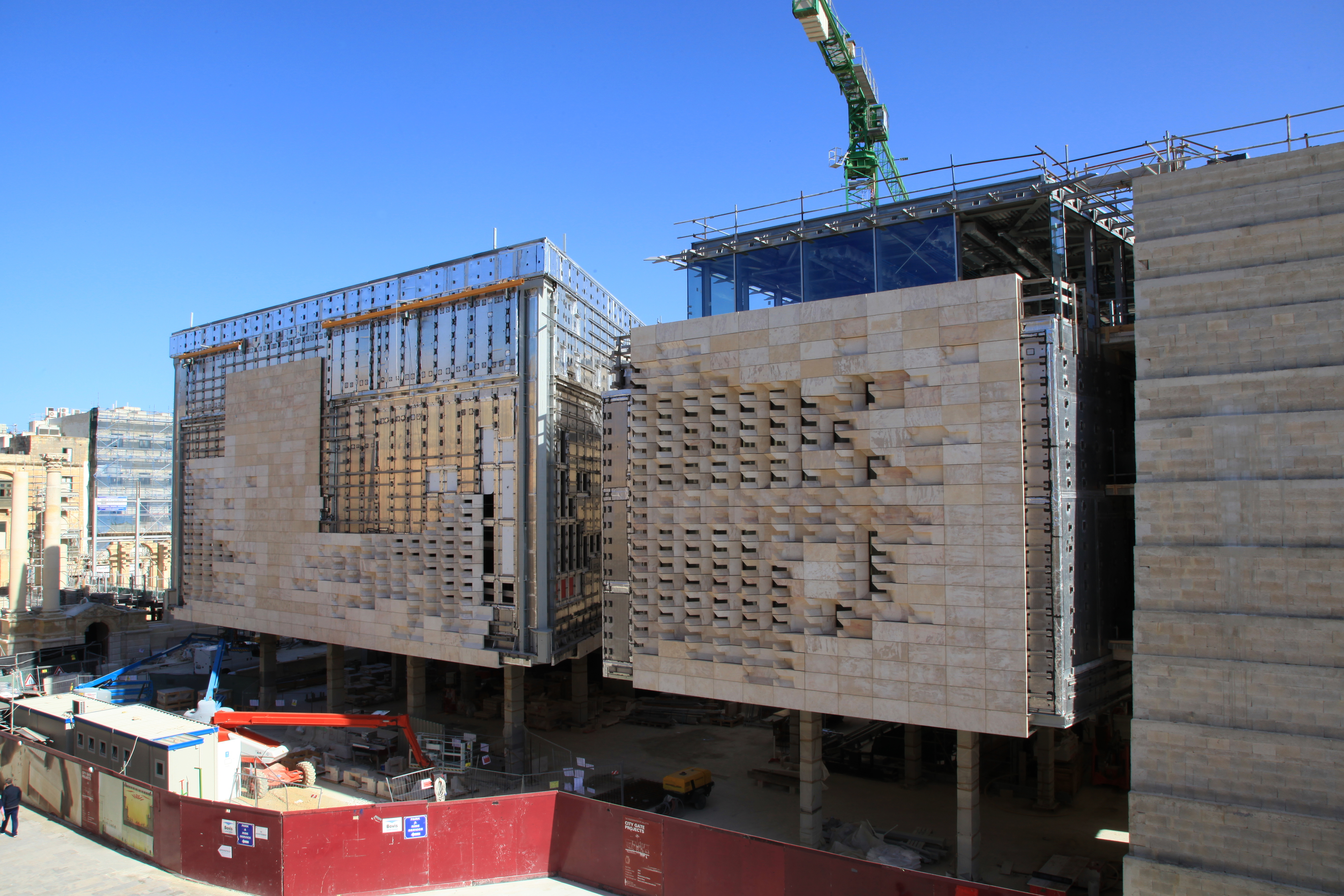
Parliament House w trakcie budowy. Widoczna jest stalowa rama oraz wapienne elementy pokrywające fasadę
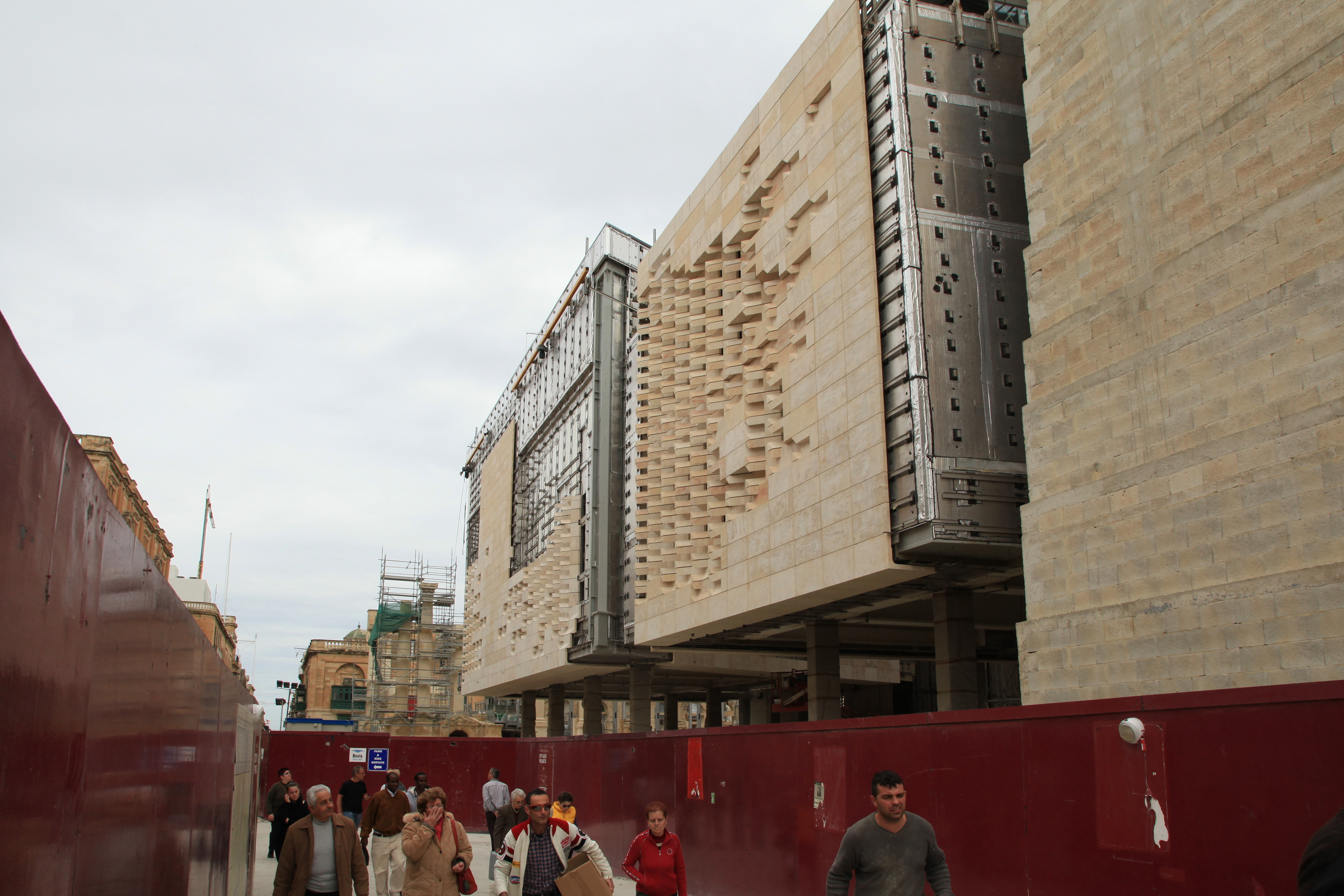
Parliament House w trakcie budowy (2013)
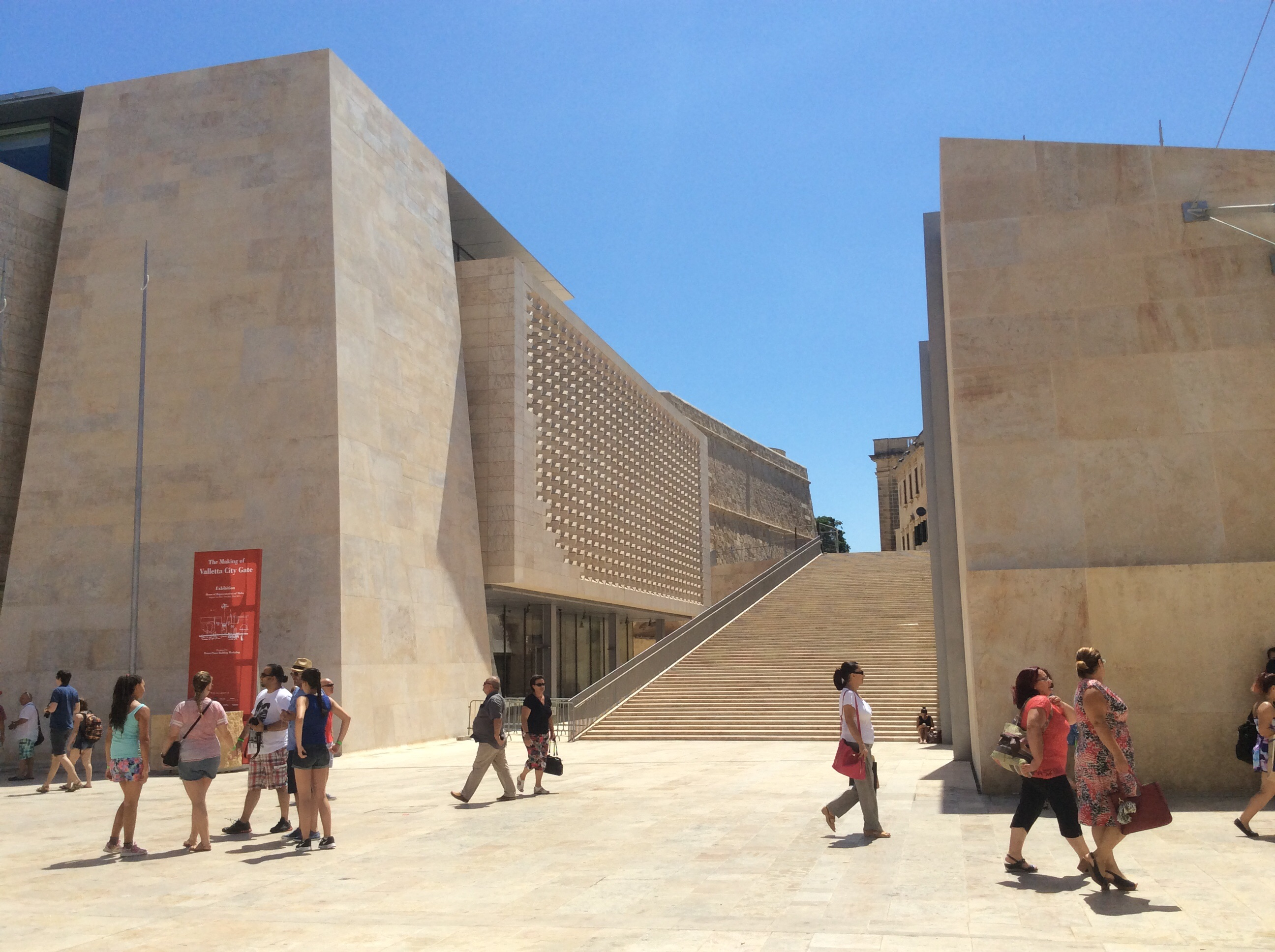
Parliament House i prawe schody City Gate
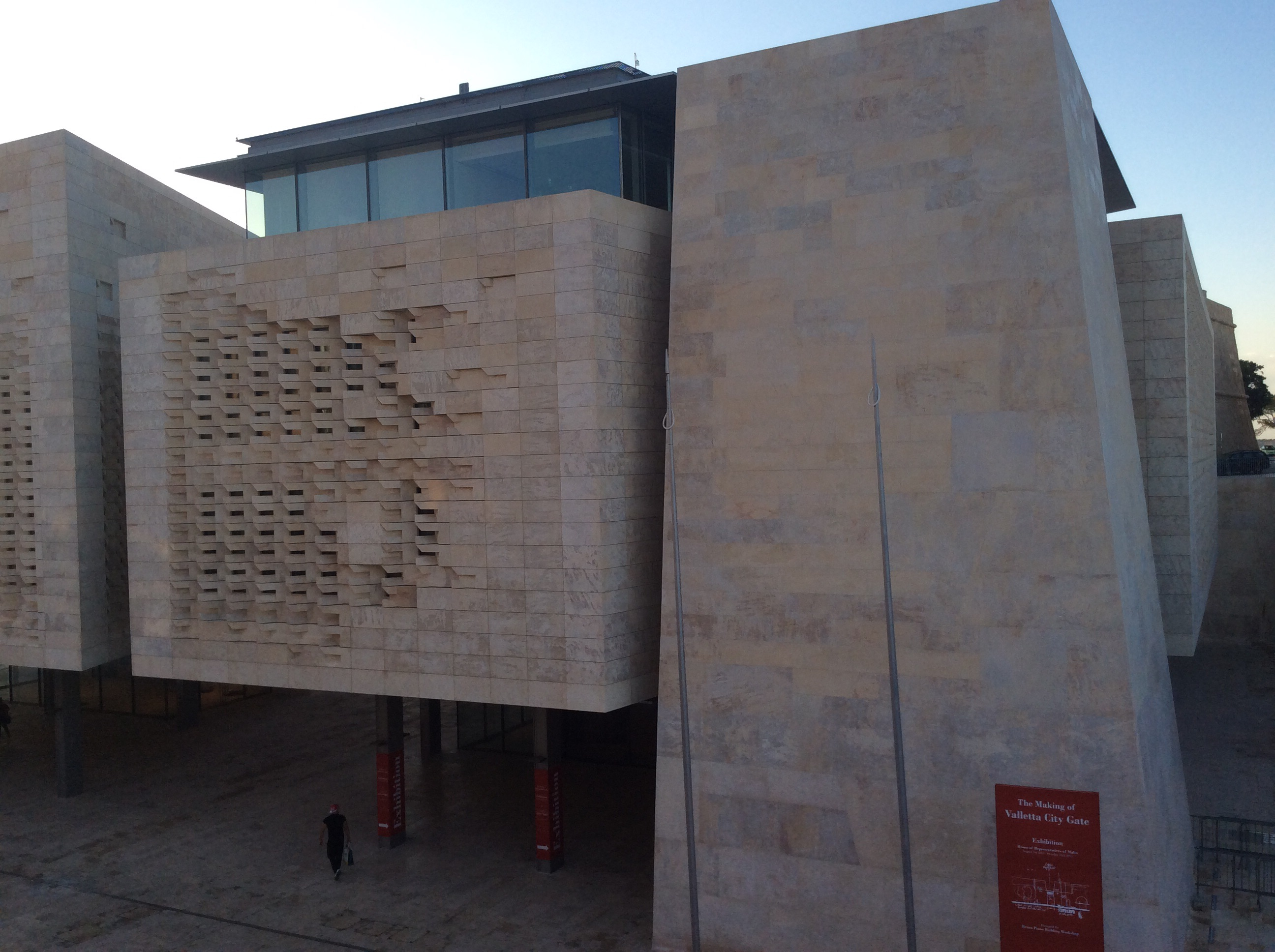
Parliament House widziany ze schodów City Gate
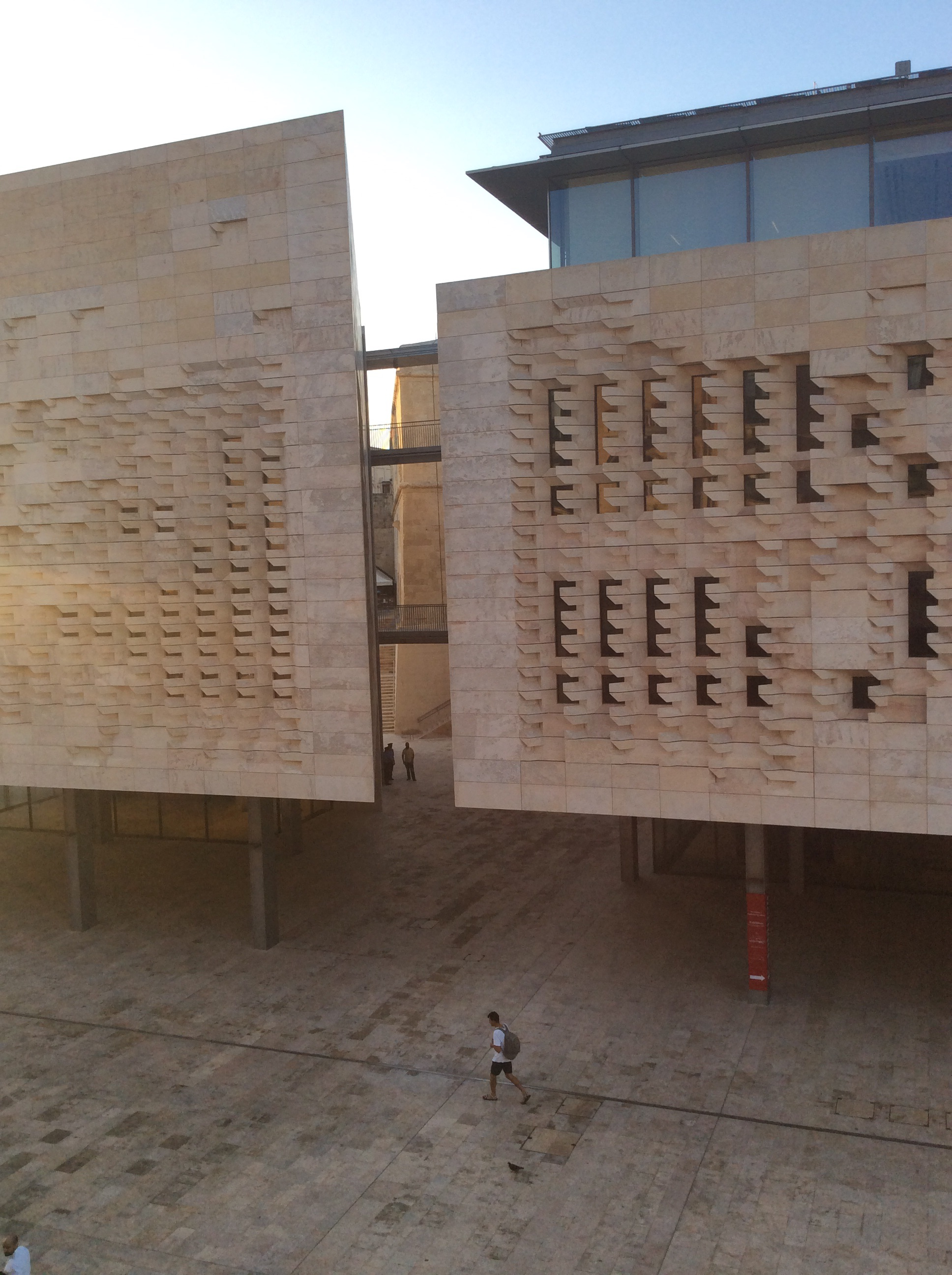
Dwa bloki Parliament House i mostki je łączące
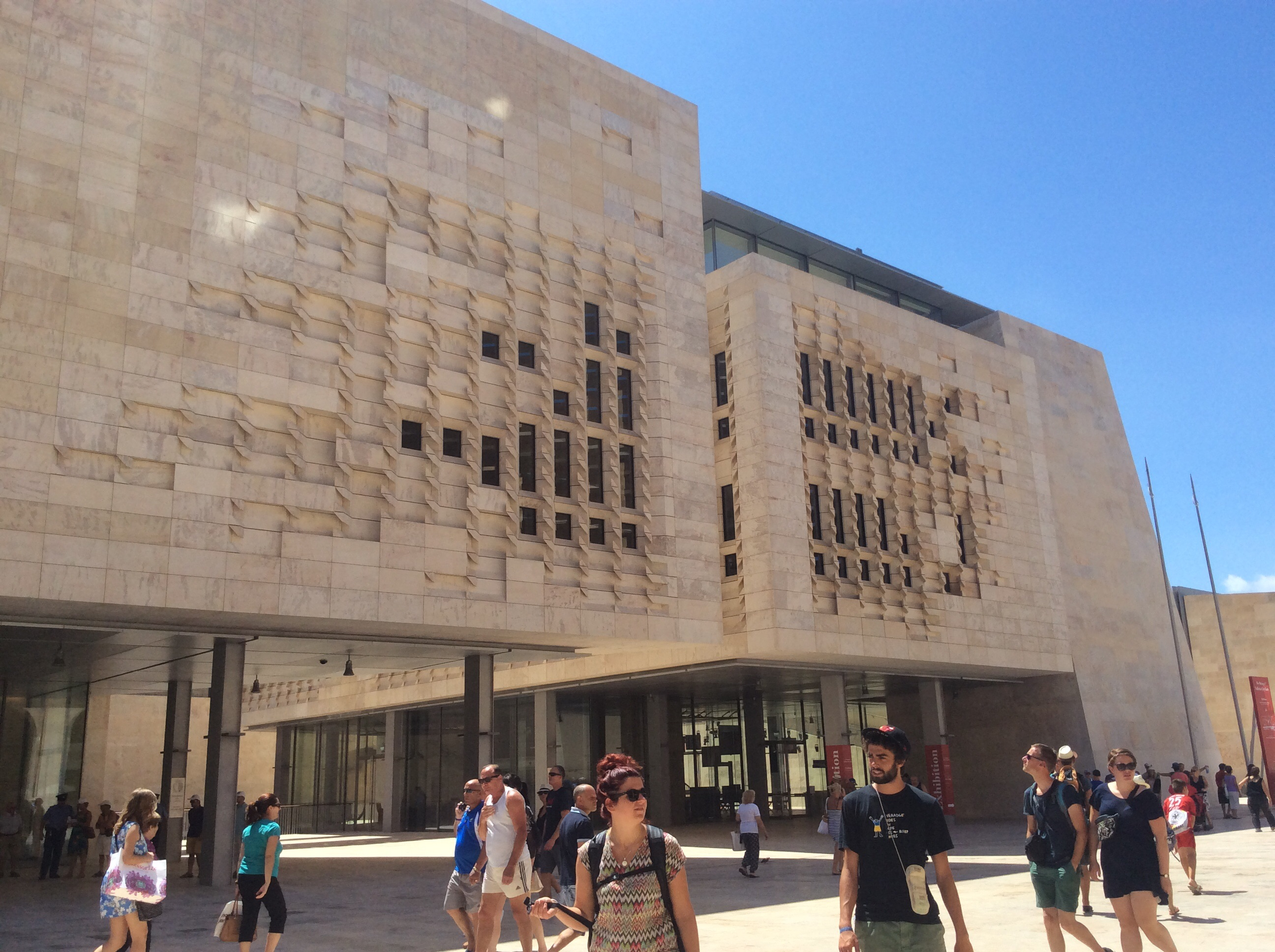
Parliament House widziany z Republic Street
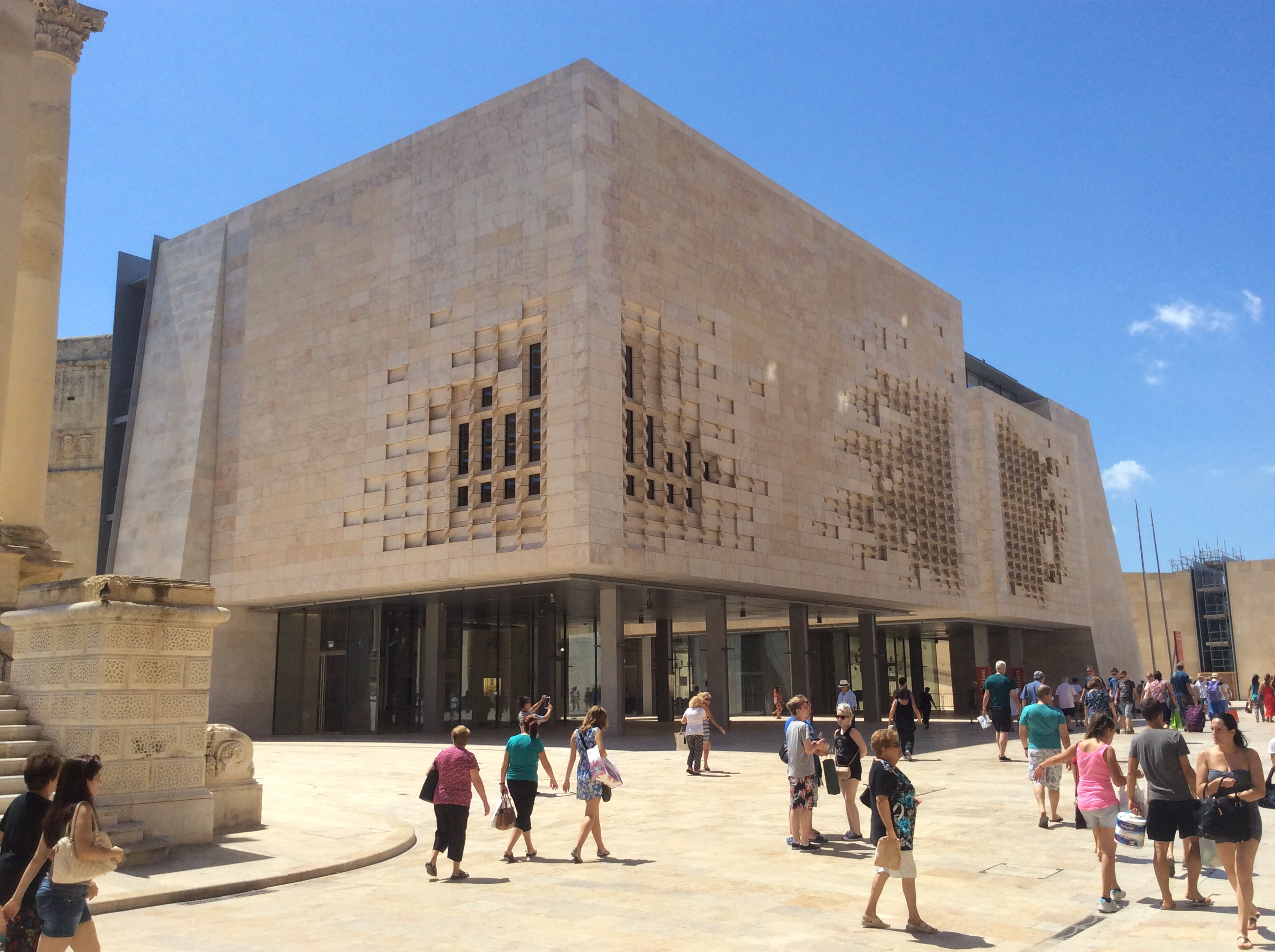
Północny róg Parliament House
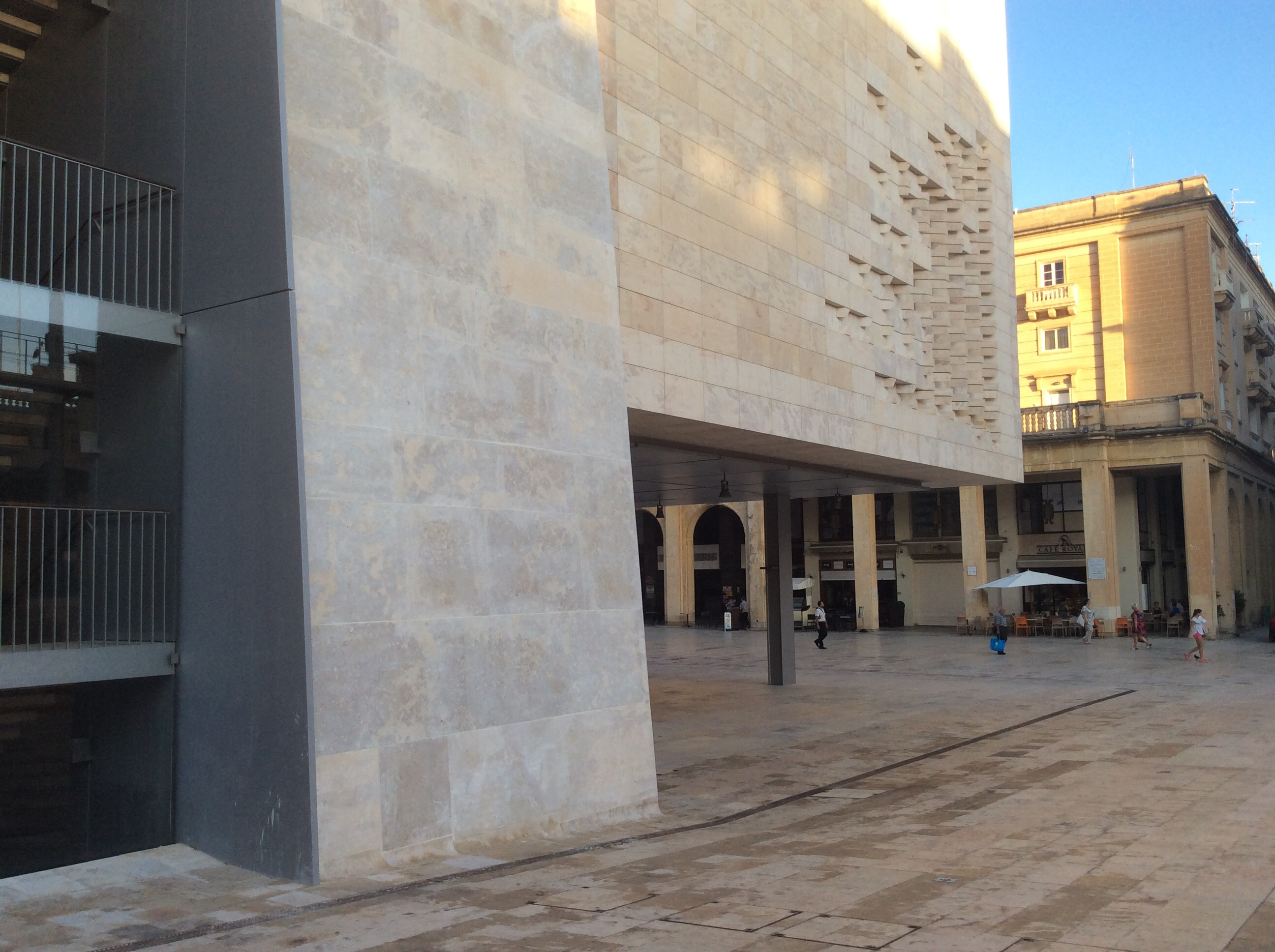
Parliament House widziany z Ordinance Street
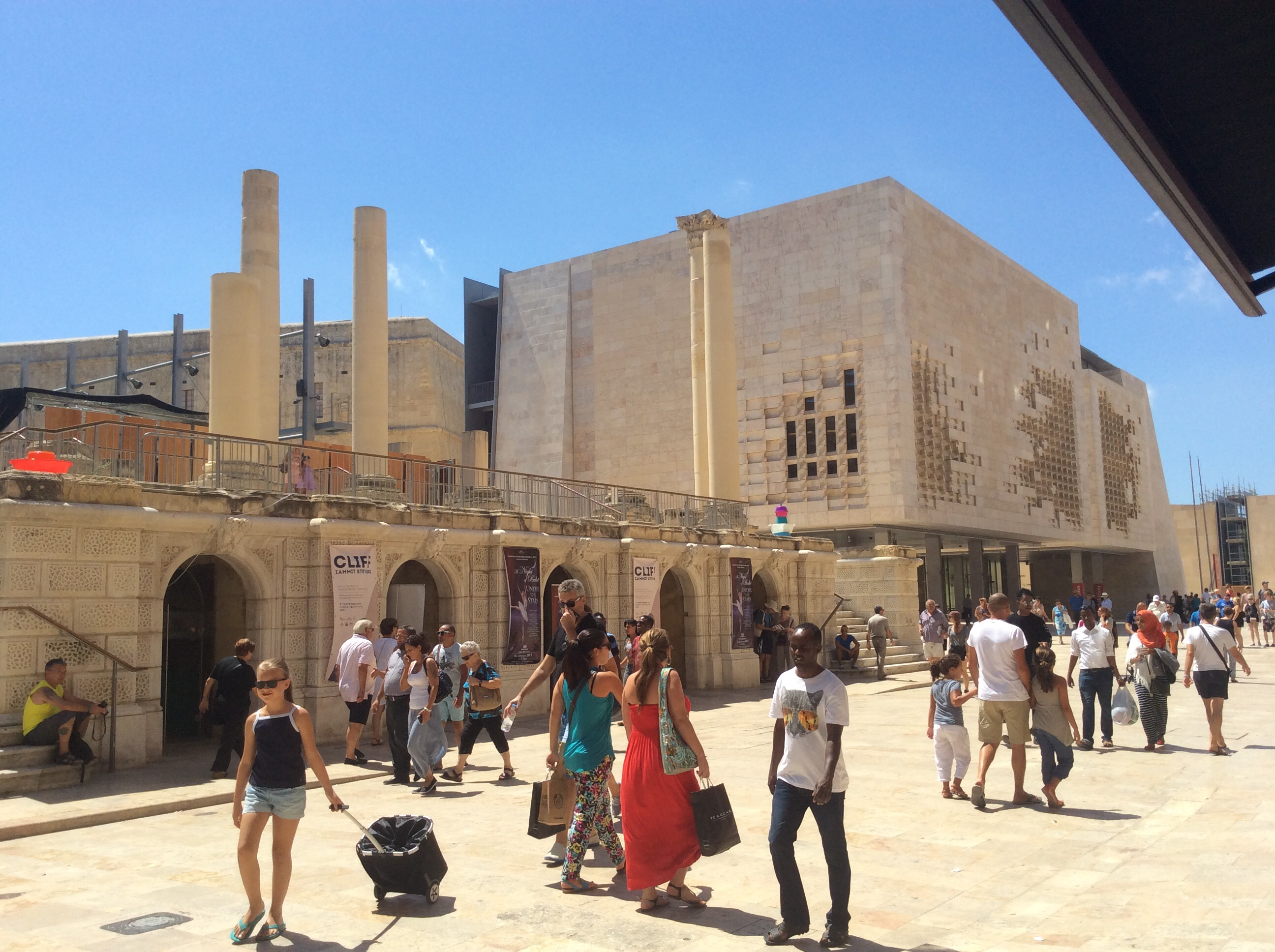
Pjazza Teatru Rjal z Parliament House w tle
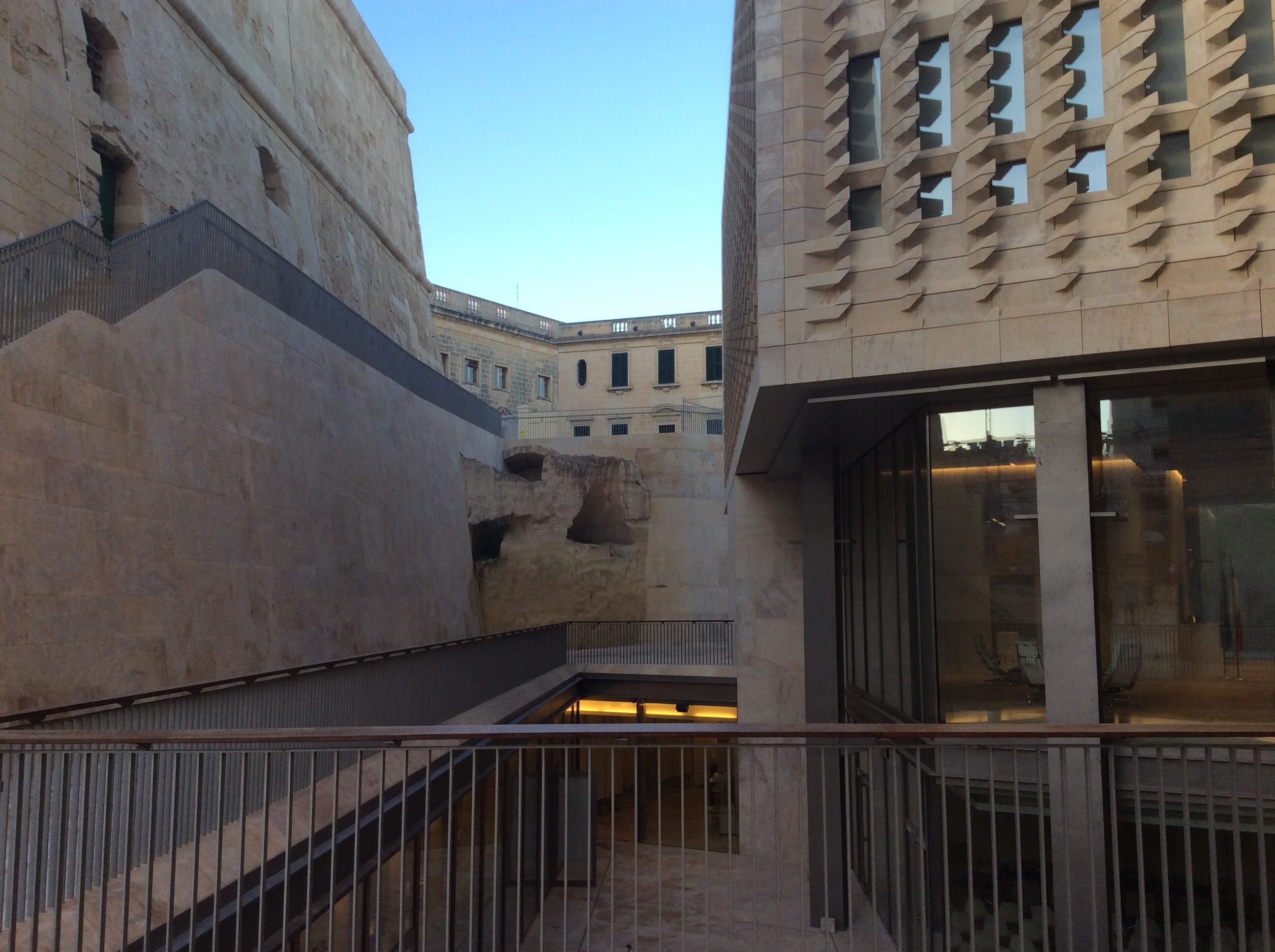
Parliament House i Saint James Cavalier (na lewo)
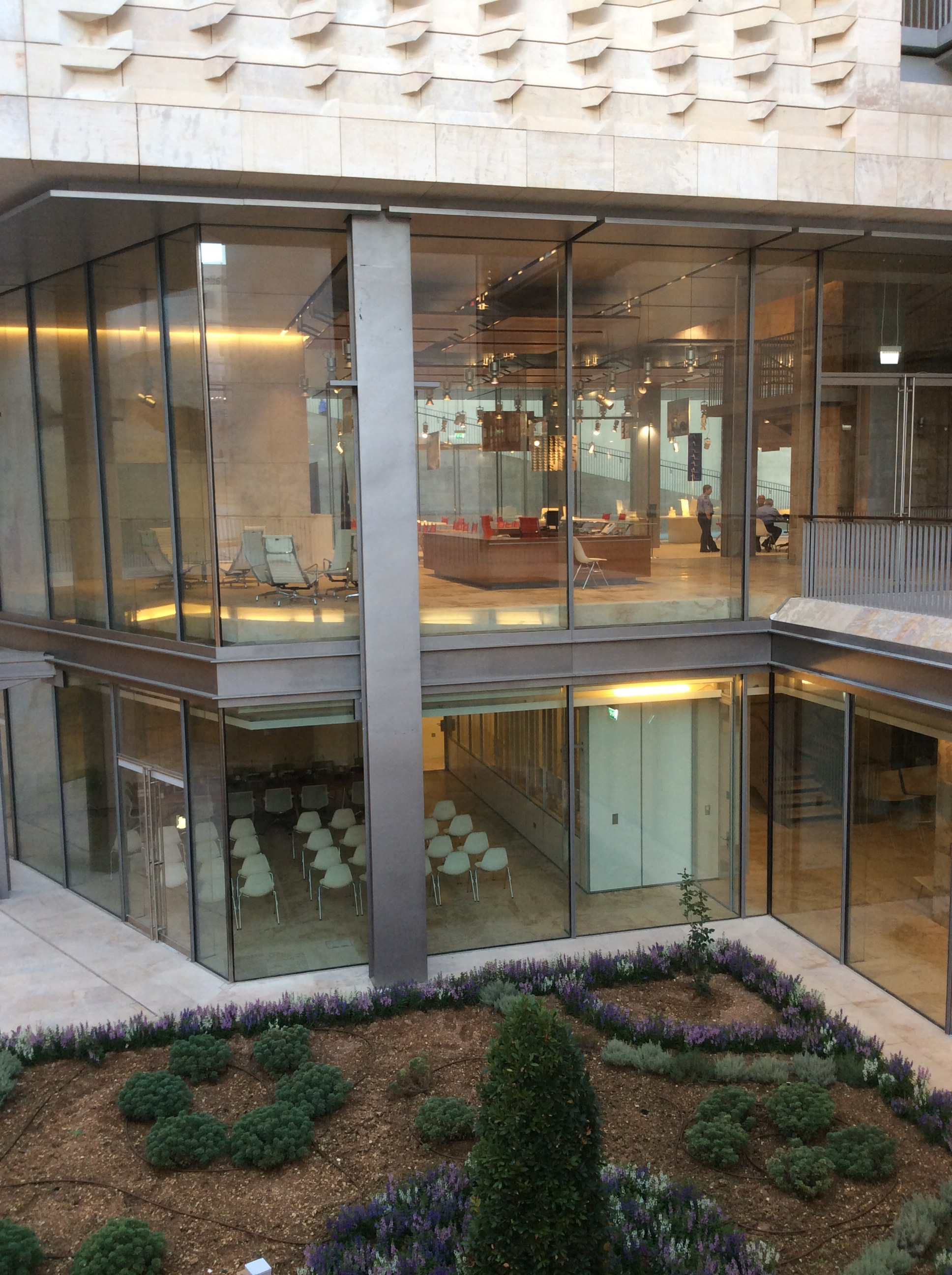
Biura wewnątrz Parliament House